# Лекуїле
Лекуїле (італ. Lequile, сиц. Lècule) — муніципалітет в Італії, у регіоні Апулія, провінція Лечче.
Лекуїле розташоване на відстані близько 510 км на схід від Рима, 145 км на південний схід від Барі, 7 км на південний захід від Лечче.
Населення — 8648 осіб (2014).

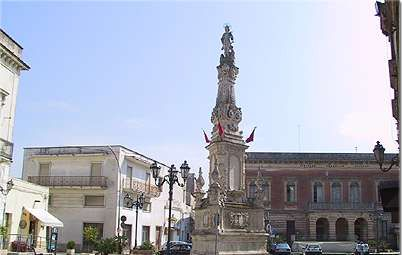

Щорічний фестиваль відбувається quarta неділі червня. Покровитель — святий Віт.

## Демографія
Населення за роками:

Станом на 1 січня 2023 року в муніципалітеті офіційно проживали 402 іноземці з 30 країн, серед них 49 громадян країн Євросоюзу.

## Сусідні муніципалітети
- Копертіно
- Галатіна
- Лечче
- Монтероні-ді-Лечче
- Сан-Чезаріо-ді-Лечче
- Сан-Донато-ді-Лечче
- Сан-П'єтро-ін-Лама
- Солето